# Le Lynx (collection littéraire)
Pour les articles homonymes, voir Lynx (homonymie).
Le Lynx est une collection de romans policiers des éditions Tallandier parue de 1939 à 1941 (29 volumes). Les couvertures sur laquelle figure une tête de lynx sur fond noir sont illustrées par Maurice Toussaint. La collection est sous-titrée « Romans Mystérieux ».

## Les titres de la collection
1. Le Crime de Trafalgar Square par Gavin Holt, 1939
2. Terre de suspicion par André Armandy, 1939
3. La Lanterne verte par Augustus Muir, 1939
4. Belphégor par Arthur Bernède, 1939
5. Un drame de la Gestapo par J. M. Walsh, 1940
6. Le Secret du miroir par Augustus Muir, 1940
7. Une invasion de macrobes par André Couvreur, 1940
8. L'Agent secret n° 1 par Peter Cheyney, 1940
9. La Porte de bronze par Augustus Muir, 1940
10. Un bombardier disparu par Rupert Grayson, 1940
11. La Sorcière d'or par Gavin Holt, 1940
12. Une fenêtre... dans la nuit par Géo Duvic, 1940
13. L'Homme qui vola les joyaux de la couronne par Augustus Muir, 1940
14. Le Rire de la sorcière par Paul Alpérine, 1940
15. Une auto passa par H.-J. Magog, 1940
16. Le Mystère du studio 39 par Léon Groc, 1940
17. Autour d'une chaise à porteurs par Victor L. Whitechurch, 1940
18. Le Meurtre du professeur Mac Grice par Géo Duvic, 1941
19. Le Masque de poix par Jean Normand, 1941
20. L'Escadron bleu par Géo Duvic, 1941
21. La Villa du cauchemar par Léon Groc, 1941
22. S.O.S. Shetland par Taffrail, 1941
23. La Roche aux diables par Annie Kerval, 1941
24. Le Losange rouge par J. Joseph-Renaud, 1941
25. L'Assassinée du téléphone par Léon Groc, 1941
26. La Paille par Géo Duvic, 1941
27. Le Secret du professeur Fringue par H.-J. Magog, 1941
28. La Nuit des neuf errants par Albert Bonneau, 1941
29. La Place maudite par Léon Groc, 1941